# Büschl Open 2012
Il Büschl Open 2012 è stato un torneo di tennis facente parte della categoria ITF Women's Circuit nell'ambito dell'ITF Women's Circuit 2012. È stata la 7ª edizione del torneo che si è giocata a Ismaning in Germania dal 22 al ottobre 2012 su campi in sintetico indoor e aveva un montepremi di $75,000+H.

## Partecipanti

### Teste di serie
| Nazionalità | Giocatrice                 | Ranking* | Testa di serie |
| ----------- | -------------------------- | -------- | -------------- |
| Serbia      | Bojana Jovanovski          | 55       | 1              |
| Svizzera    | Romina Oprandi             | 59       | 2              |
| Lussemburgo | Mandy Minella              | 79       | 3              |
| Regno Unito | Anne Keothavong            | 83       | 4              |
| Rep. Ceca   | Barbora Záhlavová-Strýcová | 92       | 5              |
| Ucraina     | Lesja Curenko              | 103      | 6              |
| Slovacchia  | Jana Čepelová              | 104      | 7              |
| Kazakistan  | Ksenija Pervak             | 106      | 8              |

- Ranking al 15 ottobre 2012.

### Altre partecipanti
Giocatrici che hanno ricevuto una wild card:
- Anna-Lena Friedsam
- Antonia Lottner
- Carina Witthöft
- Anna Zaja

Giocatrici che sono passate dalle qualificazioni:
- Sandra Záhlavová
- Ljudmyla Kičenok
- Nadežda Kičenok
- Amra Sadiković

Giocatrici che hanno ricevuto un entry come Junior Exempt:
- Irina Chromačëva

## Vincitori

### Singolare
Annika Beck ha battuto in finale  Eva Birnerová con il punteggio di 6–3, 7–6(8)

### Doppio
Romina Oprandi /  Amra Sadiković hanno battuto in finale  Jill Craybas /  Eva Hrdinová con il punteggio di 4–6, 6–3, [10–7]